# Muborak
Muborak (uzb. cyr.: Муборак; ros.: Мубарек, Mubariek) – miasto w południowym Uzbekistanie, w wilajecie kaszkadaryjskim, na Stepie Karszyńskim, siedziba administracyjna tumanu Muborak. W 1989 roku liczyło ok. 19,9 tys. mieszkańców. Ośrodek przemysłu paliwowo-energetycznego (zakłady przetwarzania gazu ziemnego).
Miejscowość otrzymała prawa miejskie w 1974 roku.